# 珍珠魟
珍珠魟（學名：Potamotrygon motoro），又稱南美江魟，分佈於含巴西、秘魯和哥倫比亞在內的整個亞馬遜河流域。由於地域性的不同，使此類的魚有許多不同紋路色澤的表現，還有許多的個體變異。其中包括皇冠三色珍珠魟、祕魯珍珠魟以及巴西珍珠魟。

## 皇冠三色珍珠魟
皇冠三色珍珠魟，又稱哥倫比亞三色珍珠魟。僅產於哥倫比亞奧利諾科河。是珍珠魟的其中一種。最大體寬為50公分，牠在點與點之間有不規則的黑色蟲紋圍繞，且全身滿點、蟲紋明顯，體盤外圍有排列整齊的2~3排金黃色小點圓。堪稱是史上最美麗的珍珠魟。

## 外部連結
- cfish[]
- 台灣觀賞魚圖庫 -  - 魟魚